# Hydroxyde de rubidium
L'hydroxyde de rubidium est un composé inorganique de formule RbOH composé d'un cation de rubidium et d'un anion d'hydroxyde. Il s'agit d'un solide incolore disponible dans le commerce sous forme de solutions aqueuses auprès de quelques fournisseurs. Comme d'autres bases chimiques, l'hydroxyde de rubidium est hautement corrosif. Cette substance se forme lorsqu'une dissolution du rubidium métallique se fait avec l'eau.

## Utilisation
L'hydroxyde de rubidium est rarement utilisé dans les processus industriels car l'hydroxyde de potassium et l'hydroxyde de sodium remplissent des fonctions pratiquement identiques à celles de l'hydroxyde de rubidium. Les catalyseurs à base d'oxyde métallique sont parfois modifiés avec de l'hydroxyde de rubidium